# Taylor Harwood-Bellis
Taylor Jay Harwood-Bellis (Stockport, Inglaterra, 30 de enero de 2002) es un futbolista británico que juega en la posición de defensa para el Southampton F. C. de la EFL Championship.

## Biografía
Tras formarse en las filas inferiores del Manchester City desde los seis años, finalmente en 2019 ascendió al primer club, haciendo su debut el 24 de septiembre en un encuentro de la Copa de la Liga contra el Preston North End tras disputar la totalidad de los noventa minutos, ganando el Manchester City por 0-3.
El 1 de febrero de 2021 abandonó temporalmente el equipo citizen para jugar en el Blackburn Rovers F. C. como cedido lo que restaba de temporada. Para la campaña 2021-22 también marchó prestado, en esta ocasión al R. S. C. Anderlecht. Sin embargo, en enero se canceló la cesión y se marchó al Stoke City F. C. hasta junio. Al día siguiente de que esta expirara se fue al Burnley F. C. Con ellos ganó el título de la EFL Championship, categoría en la que también compitió la temporada 2023-24 al acumular otra cesión en el Southampton F. C. Sumó un segundo ascenso consecutivo a la Premier League y el 1 de julio de 2024, tras activarse una cláusula en el acuerdo con la entidad mancuniana, firmó por cuatro años.

## Selección nacional
Fue internacional con la selección de Inglaterra en las categorías sub-15, sub-16, sub-17, sub-19, sub-20 y sub-21.
El 17 de noviembre de 2024 hizo su debut con la selección absoluta en un encuentro de la Liga de Naciones de la UEFA 2024-25 ante Irlanda que ganaron por cinco a cero y en el que también marcó su primer gol como internacional.

## Estadísticas

### Clubes
| Club                              | Div.          | Temporada     | Liga  | Liga  | Copas nacionales | Copas nacionales | Copas internacionales | Copas internacionales | Total | Total |
| Club                              | Div.          | Temporada     | Part. | Goles | Part.            | Goles            | Part.                 | Goles                 | Part. | Goles |
| --------------------------------- | ------------- | ------------- | ----- | ----- | ---------------- | ---------------- | --------------------- | --------------------- | ----- | ----- |
| Manchester City F. C. Inglaterra  | 1.ª           | 2019-20       | 0     | 0     | 3                | 1                | 1                     | 0                     | 4     | 1     |
| Manchester City F. C. Inglaterra  | 1.ª           | 2020-21       | 0     | 0     | 4                | 0                | 0                     | 0                     | 4     | 0     |
| Manchester City F. C. Inglaterra  | Total club    | Total club    | 0     | 0     | 7                | 1                | 1                     | 0                     | 8     | 1     |
| Blackburn Rovers F. C. Inglaterra | 2.ª           | 2020-21       | 19    | 0     | —                | —                | —                     | —                     | 19    | 0     |
| Blackburn Rovers F. C. Inglaterra | Total club    | Total club    | 19    | 0     | 0                | 0                | 0                     | 0                     | 19    | 0     |
| R. S. C. Anderlecht · Bélgica     | 1.ª           | 2021-22       | 16    | 0     | —                | —                | 3                     | 0                     | 19    | 0     |
| R. S. C. Anderlecht · Bélgica     | Total club    | Total club    | 16    | 0     | 0                | 0                | 3                     | 0                     | 19    | 0     |
| Stoke City F. C. Inglaterra       | 2.ª           | 2021-22       | 22    | 0     | 2                | 0                | —                     | —                     | 24    | 0     |
| Stoke City F. C. Inglaterra       | Total club    | Total club    | 22    | 0     | 2                | 0                | 0                     | 0                     | 24    | 0     |
| Burnley F. C. Inglaterra          | 2.ª           | 2022-23       | 32    | 1     | 3                | 0                | —                     | —                     | 35    | 1     |
| Burnley F. C. Inglaterra          | Total club    | Total club    | 32    | 1     | 3                | 0                | 0                     | 0                     | 35    | 1     |
| Southampton F. C. Inglaterra      | 2.ª           | 2023-24       | 43    | 2     | 3                | 0                | —                     | —                     | 46    | 2     |
| Southampton F. C. Inglaterra      | 1.ª           | 2024-25       | 34    | 1     | 4                | 2                | —                     | —                     | 38    | 3     |
| Southampton F. C. Inglaterra      | Total club    | Total club    | 77    | 3     | 7                | 2                | 0                     | 0                     | 84    | 5     |
| Total carrera                     | Total carrera | Total carrera | 166   | 4     | 19               | 3                | 4                     | 0                     | 189   | 7     |

## Palmarés

### Títulos internacionales
| Título          | Club (*)                       | País              | Año  |
| --------------- | ------------------------------ | ----------------- | ---- |
| Eurocopa sub-21 | Selección sub-21 de Inglaterra | Georgia · Rumania | 2023 |

(*) Incluyendo la selección.